# Yin Li

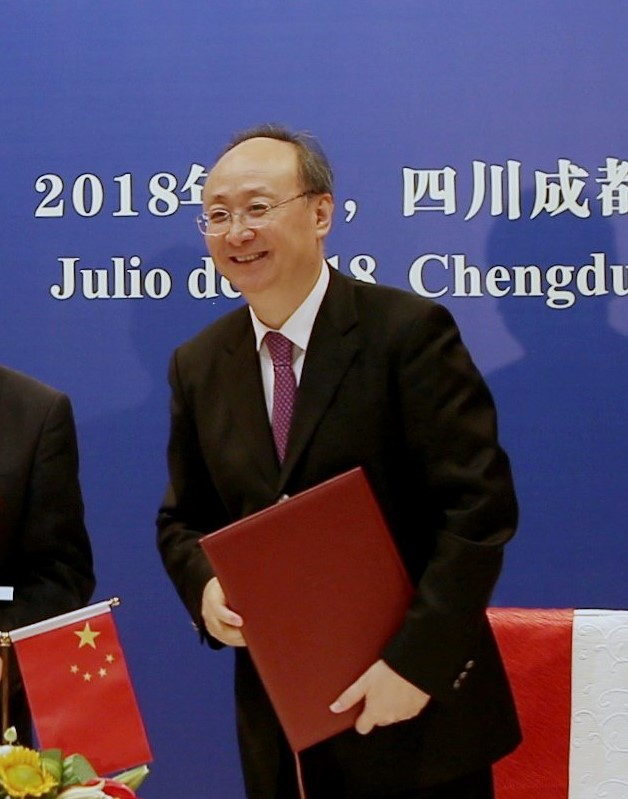
Yin Li (2018)

Yin Li (chinesisch 尹 力, Pinyin Yǐn Lì; * August 1962 in Jinan) ist ein chinesischer Politiker und ehemaliger Beamter für öffentliche Gesundheit. Er dient seit Januar 2016 als Gouverneur von Sichuan. Als Gesundheitsexperte mit vielfältigen internationalen Erfahrungen hatte Yin vor seinem Eintritt in die Regierung führende Positionen in der China Food and Drug Administration und der World Health Organization inne.

## Leben
Yin wurde in Jinan (Shandong) geboren. Er studierte an der Shandong Experimental High School und anschließend am Shandong Medical College (später mit der Shandong-Universität zusammengeschlossen). Er hat zudem einen Abschluss in öffentlicher Gesundheit in der Sowjetunion gemacht. 1993 begann er seine Tätigkeit im staatlichen Forschungsbüro (State Council Research Office). Im Forschungsbüro diente er als Leiter der internationalen Abteilung und als Inspektionsoffizier.
Zwischen 2002 und 2003 absolvierte Yin ein Gaststudium an der Harvard T.H. Chan Schule für öffentliche Gesundheit. Im Mai 2003 begann er seine Arbeit im Gesundheitsministerium, wo er als stellvertretender Stabschef, Direktor für internationale Zusammenarbeit, Stabschef und bis September 2008 als stellvertretender Gesundheitsminister tätig war. Im Jahr 2004 trat er dem Exekutivkomitee der Weltgesundheitsorganisation bei.
Im Februar 2012 wurde er zum Leiter der staatlichen Arzneimittelbehörde ernannt. Im April 2013 wurde er zum stellvertretenden Direktor der neu geschaffenen National Health and Family Planning Commission und zum stellvertretenden Direktor der China Food and Drug Administration ernannt, die das Ergebnis der Verschmelzung mehrerer Regierungsabteilungen war.
Im März 2015 wurde er nach Sichuan „versetzt“, um stellvertretender Parteichef der Provinz zu werden; im Mai 2015 wurde er auch Provinzpropagandaschef.  Dies war bemerkenswert, da Yin vor 2015 überhaupt keine regionalen politischen Erfahrungen gemacht hatte. Am 29. Januar 2016 übernahm Yin das Amt des Gouverneurs von Sichuan, nachdem sein Vorgänger Wei Hong im Anschluss an eine interne Untersuchung seiner Partei zurückgetreten war. Yin war der erste Gouverneur der Provinz, der im Rahmen seiner Einweihungszeremonie der Verfassung die Treue geschworen hatte.
Yin war stellvertretendes Mitglied des 18. Zentralkomitees der Kommunistischen Partei Chinas und Vollmitglied des 19. Zentralkomitees.